# Arsak I. Partski
Arsak I. Partski  (starogrčki:  Ἀρσάκης, perzijski: ارشک‎ - Aršak) (prije 250. pr. Kr. - 211. pr. Kr.) je bio vladarom Partskog Carstva. Osnovao je partsku državu i bio je utemeljiteljem dinastije Arsakida, koja je nazvana po njemu. 
Vladao je partskom državom od oko 250. pr. Kr. do svoje smrti 211. pr. Kr. Pretpostavlja se da je možda vladao zajedno s bratom Tiridatom od 246. pr. Kr., no povijesni izvori nisu jedinstveni o tome. Izvori o njemu nisu od njegovih suvremenika, nego o grčkim i latinskim ponavljanjima arsakidskih legenda (Arijan i, sačuvali Focije i Juraj Sincel te Strabon xi).
Prema Flaviju Arijanu Ksenofontu Arsak I. bio je bratom kralja Tiridata I. Arijan je dalje zapisao da je Tiridat 246. pr. Kr. naslijedio Arsaka I.
Arsak je bio vođom skitskog plemena Parta koje je živjelo na području jugoistočno od Kaspijskog jezera. Oko 250. pr. Kr. napao je raspadajuće Seleukidsko Carstvo. Do 238. pr. Kr. pleme je zauzelo perzijsku pokrajinu Partiju te ubilo seleukidskog satrapa Andragoru. Nakon toga ondje je organizirao državu.